# Horace
Pour les articles homonymes, voir Horace (homonymie).
Horace (en latin : Quintus Horatius Flaccus, prononcé : /ˈkʷiːntus (h)oˈraːtius ˈflakːus/, 65 av. J.-C. - 8 av. J.-C.) est un poète de l'Antiquité romaine.
Né à Venosa, en Apulie, dans une famille modeste affranchie, Horace bénéficie néanmoins d'une éducation soignée grâce à son père, qui investit dans son avenir et lui permet d'étudier à Rome et à Athènes. C'est dans cette dernière ville qu'il approfondit sa formation philosophique, influencée par l'épicurisme et le stoïcisme, des courants qui marqueront durablement sa vision du monde et son écriture.
Après avoir brièvement servi comme tribun militaire dans l'armée républicaine de Brutus pendant la guerre civile, Horace retourne à Rome dans des conditions précaires, ayant perdu ses biens. Il se consacre alors à la poésie, se distinguant rapidement par ses Satires et Épodes, qui révèlent son talent pour mêler critique sociale et réflexion morale. Sa rencontre avec Mécène, proche conseiller d'Auguste, change sa destinée : intégré au cercle des poètes protégés par le mécène, Horace bénéficie d'un soutien matériel et d'une reconnaissance qui lui permettent de développer son art. Il compose alors ses œuvres majeures, notamment les Odes, qui célèbrent l'amour, l'amitié, la nature et la paix, et les Épîtres, qui explorent des thèmes philosophiques et littéraires.
Apprécié pour la maîtrise de la langue latine et la diversité des formes poétiques qu'il a perfectionnées, Horace est devenu une figure emblématique de la littérature classique. Son œuvre, empreinte d'une philosophie de la modération et du carpe diem, a influencé profondément la culture occidentale.

## Biographie
La vie d'Horace nous est essentiellement connue par son œuvre, riche en informations et considérée comme une source fiable. Quelques renseignements supplémentaires figurent dans la biographie De viris illustribus (Des hommes illustres) de Suétone.

### Famille et enfance
Horace est issu d'une famille modeste. Son père est devenu esclave dans des circonstances mal connues, peut-être comme prisonnier de guerre au cours de la Guerre sociale en 89 av. J.-C., puis a été affranchi. Le nom d'Horatius était probablement, comme il était l'usage, celui de son ancien maître : deux familles romaines portaient ce nom, ainsi qu'un ami de Cicéron qui possédait des champs près de Brundisium, c'est-à-dire près de la ville de naissance du poète. Il est impossible de savoir de qui le père a été l'esclave. Il a pu également être un esclave public de la ville de Venose. Une fois affranchi, il exerce le métier de coactor, c'est-à-dire de caissier de ventes aux enchères, puis celui de praeco (commissaire-priseur). Il possède quelques terres, confisquées après la mort de Jules César, et n'est pas pauvre, puisqu'il peut envoyer son fils passer l'été dans la fraîcheur du Mont Vultur. On ne sait rien de la mère du poète, qui ne mentionne ni frère ni sœur non plus.
Le nom complet du poète, Quintus Horatius Flaccus, indique qu'il faisait partie de la famille des Horatii. Il n'est attesté que par l'inscription commandée à l'occasion des jeux séculaires organisés par Auguste en 17 av. J.-C. : CARMEN COMPOSVIT Q. HORATIVS FLACCVS (« Le poème a été composé par Q. Horatius Flaccus ») ; il s'agit du Chant séculaire. Horace naît à Venose, aux frontières de l'Apulie et de la Lucanie, le 8 décembre 65 av. J.-C. vers trois heures du matin. Quand le jeune Horace atteint l'âge de sept ou dix ans, son père s'installe à Rome ; on ne sait s'il y abandonne les affaires pour vivre des revenus de ses terres ou s'il y poursuit sa carrière. Il consacre son temps et une bonne partie de son argent à l'éducation de son fils et lui fait suivre les leçons du grammairien Lucius Orbilius Pupillus, qui enseigne Ennius, Livius Andronicus et bien sûr Homère. Horace témoigne de cette période et de sa gratitude envers son père dans les Satires :

« Si [...] ma vie est pure et innocente, mes jours chers à mes amis, le mérite en appartient à mon père qui, tout pauvre qu'il était, possesseur d'un maigre champ, ne voulut pas toutefois m'envoyer à l'école de Flavius, où allaient pour quelque argent, payé au retour des ides, avec leur bourse à jetons et leurs tablettes sous le bras gauche, les nobles fils de nos nobles centurions. Il osa me transporter à Rome, encore enfant, pour y apprendre ce que tout chevalier, tout sénateur voudrait qu'on enseignât à son fils. »

— Satires, I, 6, vers 71-77

### En Grèce
Horace a environ vingt ans lorsqu'il part pour Athènes, pour y poursuivre l'étude du grec et y découvrir la philosophie. Son père semble être mort avant ce départ et c'est à la même époque qu'il aurait commencé à écrire, dont au moins quelques vers en grec. Il étudie à l'Académie auprès d'Aristos d'Ascalon. Horace est toujours en Grèce lors de l'assassinat de Jules César en 44 av. J.-C.. Peu après, Brutus et Cassius arrivent à Athènes et enrôlent de jeunes aristocrates dans leur armée ; Horace obtient le grade de tribun militaire en 42 av. J.-C., ce qui le fait entrer dans l'ordre des chevaliers et lui assure des privilèges à vie. Lors de la première bataille de Philippes (première semaine d'octobre 42 av. J.-C.), les troupes de Brutus s'emparent du camp d'Octave, qui échappe de peu à la capture. Mais lors du second combat, le 22 octobre, Octave et Marc Antoine sont vainqueurs. Brutus se suicide. Horace fait partie des fuyards.

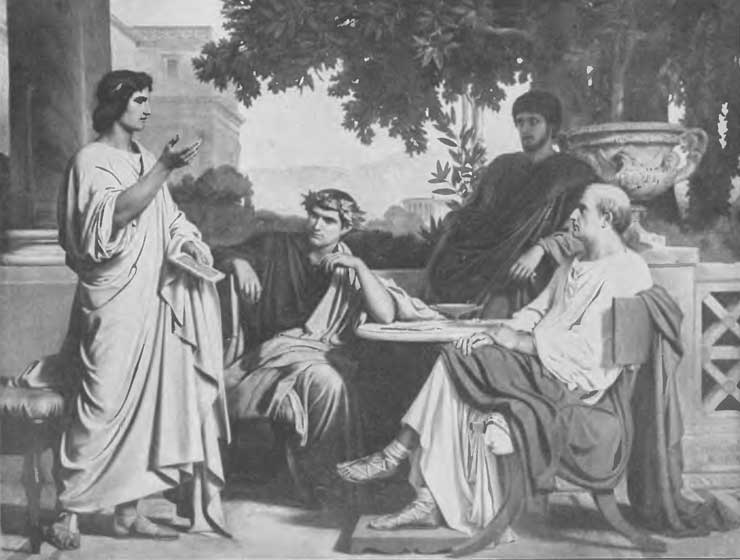
Virgile (à gauche) déclamant ses vers devant Horace (au milieu), Varius (au fond) et Mécène (à droite) par Charles François Jalabert.

### Retour à Rome
Quand une amnistie est accordée aux vaincus, Horace retourne en Italie (fin 42 ou début 41 av. J.-C.) ; ses terres lui ont été confisquées, et il prétend s'être retrouvé pauvre. Pourtant il possède encore suffisamment d'argent pour acheter, vers 40 av. J.-C., la charge de scriba quaestorius, c'est-à-dire de secrétaire au trésor (le questeur est le magistrat chargé des finances) : il n'a certainement jamais quitté cette charge, même s'il a pu ultérieurement en alléger les obligations.
Rapidement, il se lie d'amitié avec Virgile. Entre 40 et 38 av. J.-C., Virgile et Lucius Varius Rufus le présentent à Mécène, confident d'Auguste, protecteur des arts et des lettres, poète à ses heures. Mécène le prend sous sa protection neuf mois plus tard, l'introduit dans les cercles politiques et littéraires de Pollion et Messala, et lui offre une villa en Sabine. Les premières satires sont composées dès son retour à Rome et le premier livre des Satires semble être publié vers 35 ou 34 av. J.-C..
Il continue à l'élever socialement dans l'ordre équestre : après avoir été fait eques equo publico (chevalier dont le cheval est payé sur fonds publics) par Brutus en Grèce, puis avoir acheté la charge de scriba questorius à son retour à Rome, il devient iudex selectus (« juge de paix ») entre 35 et 30 av. J.-C.. La villa offerte par Mécène procure à Horace une retraite campagnarde appréciable ainsi que des revenus importants. Il atteint une vraie aisance financière et proclame qu'il pourrait, s'il le voulait, se faire élire questeur et devenir ainsi sénateur[Pas dans la source]. Il est alors définitivement lié au régime.

### Client de Mécène
Mécène est le dédicataire des Satires, des Épodes et des Odes et une vraie amitié liait les deux hommes.

### Maturité
Il est possible qu'Horace soit présent à la bataille d'Actium en 31 av. J.-C. et c'est peu après (vers 30 av. J.-C.) que sont publiées les Épodes, poèmes dans la veine de l'iambographe grec Archiloque. Suit à une date inconnue le second livre des Satires.
La paix revenue avec Auguste, c'est une période de production intense qui s'ouvre. Jusqu'en 27 av. J.-C., il se consacre à des poèmes politiques et confirme ainsi son rapprochement avec le pouvoir augustéen : célébration de la mort de Cléopâtre, joie de la défaite des partisans d'Antoine, éloge de la réparation des temples par Auguste en 28. Jusqu'en 24 av. J.-C., il célèbre les victoires d'Auguste hors d'Italie. Ces pièces, mêlées à des poèmes lyriques, forment les trois premiers livres des Odes, vraisemblablement parus vers 23 av. J.-C.. Le succès est mitigé et Horace s'essaie ensuite à un nouveau genre, ce qui aboutit à la publication du premier livre des Épîtres en 21 av. J.-C..
Auguste, revenu à Rome en 19 av. J.-C., offre à Horace d'être son secrétaire, poste que le poète refuse. En 17 av. J.-C., l'empereur lui confie l'honneur de composer le Chant séculaire (Carmen Saeculare) qu'interprètent solennellement, à l'occasion des Jeux séculaires, des chœurs mixtes d'enfants choisis parmi l'élite de la noblesse romaine. C'est peut-être aussi Auguste qui lui commande des poèmes pour les victoires de Tibère et Drusus ; ces poèmes sont recueillis avec d'autres dans un quatrième livre d’Odes qui paraît entre 13 et 8 av. J.-C.. Suivent encore les deux lettres du second livre des Épîtres et l’Art poétique, difficiles à dater.
Il meurt brutalement en 8 av. J.-C., quelques mois seulement après Mécène qui, sur son lit de mort, l'aurait encore recommandé à Auguste. Il est enterré au cimetière de l'Esquilin, près de la tombe de Mécène.

## L'œuvre d'Horace
En dépit de sa grande difficulté, l'œuvre d'Horace a eu une influence non négligeable sur la littérature latine. Il est admiré, cité et repris par de nombreux auteurs, dont Perse, Jérôme, Sidoine Apollinaire ou Prudence, parfois au prix de malentendus ou de contresens, comme en témoigne par exemple le détournement de la fameuse devise Carpe diem, ou de la non moins célèbre formule Aurea mediocritas (« juste milieu précieux comme l'or »), tirées respectivement des Odes, I, 11 et II, 10.

### Satires

page de titre de Saturae, 1577.

Les Satires, connues dans les manuscrits sous le nom de Sermones (« causeries »), sont des poèmes de longueur variables en hexamètres dactyliques, regroupés en deux livres : le premier, de dix poèmes, est publié vers 35, le second, de huit pièces, vers 29 av. J.-C.. S'inspirant de son prédécesseur Lucilius (IIe siècle av. J.-C.), Horace renouvelle pourtant le genre en en limitant l'extension, en s'interdisant la satire politique, et en évitant de tomber dans la crudité et la vulgarité. Par ses nombreux portraits de personnages pleins de vices (avarice, gloutonnerie, raffinement extrême et ridicule dans la gastronomie, libido incontrôlée), Horace construit une morale de la modération et développe déjà le thème du juste milieu qu'il célèbre ultérieurement dans les Odes et les Épîtres. Dès les Satires, le poète est un personnage important de son œuvre : le recueil, en plus de fournir des éléments biographiques importants, offre un portrait d'Horace mitigé, certes ridiculisé par son esclave ou par une prostituée, mais globalement « entaché de défauts médiocrement graves et en petit nombre ». Les poèmes, composés sur une période d'au moins dix ans, témoignent de l'entrée d'Horace dans le cercle de Mécène et permettent de saisir le nouveau statut social qu'il a ainsi acquis.

### Épodes

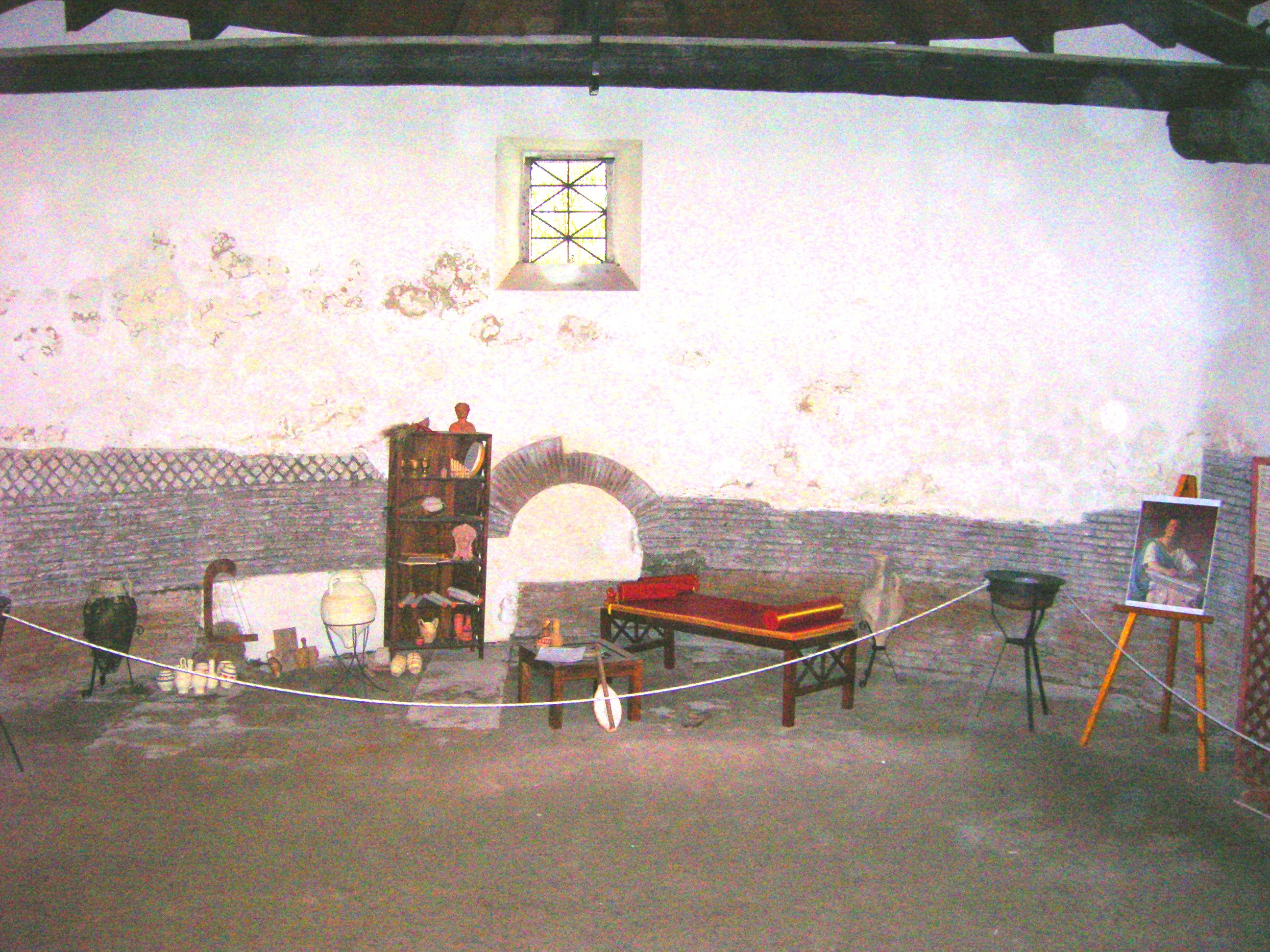
Intérieur de la maison d'Horace (Venosa).

Imitées d'Archiloque et de Callimaque de Cyrène, les Épodes sont le deuxième recueil d'Horace. Publiées vers 30 av. J.-C. sous le titre d'Iambi (Iambes) elles réunissent dix-sept pièces écrites en distiques, à l'exception de la dernière, et utilisant l'iambe. Genre du blâme, l'iambe permet à Horace d'attaquer ses ennemis sur des sujets variés : des ennemis personnels, comme un poète malveillant, les femmes en général, dont il attaque la lubricité, et les magiciennes en particulier, dont le personnage récurrent de Canidie. Le recueil se place aussi dans l'actualité des guerres civiles et alterne entre les pièces les plus anciennes, qui témoignent d'une vision très sombre de ces guerres interminables, et celles, plus récentes, qui célèbrent la victoire d'Actium. L'hommage à Octave y reste discret, mais Horace se montre comme membre à part entière du cercle de Mécène. Le ton y est celui de l'invective ; le style est âpre et tendu ; l'érotisme le plus cru peut y côtoyer les accents les plus patriotiques.

### Odes
Les Odes furent publiées en 23 ou 22 av. J.-C. pour les trois premiers livres et en 12 ou 7 av. J.-C. pour le quatrième. Ces quatre livres, qu'Horace comparait fièrement aux pyramides d'Égypte, contiennent respectivement 38, 20, 30 et 15 pièces, totalisant 3 038 vers, dont six sans doute apocryphes (IV, 6, 21-24 et IV, 8, 15-16).
On a tour à tour salué, dans les Odes, l'exploit métrique (avec la mise en œuvre de quatre types de strophes différentes, six variétés de distiques et trois espèces de vers employés seuls), l'équilibre dans une harmonieuse architecture qui se déploie selon des proportions numériques aussi complexes qu'impeccables, la circulation, les interconnexions, les réseaux, les correspondances, les combinaisons et les symétries diverses, dont l'ensemble constitue une immense et ultrasensible chambre de résonance. Quant à l'incroyable virtuosité verbale qui tire du choix et de la place de chaque mot le maximum d'énergie possible, elle impressionnait Friedrich Nietzsche au plus haut degré par ce qu'il appelait sa « noblesse ».

« On reconnaîtra jusque dans mon Zarathoustra une ambition très sérieuse de style romain, d'« aere perennius » dans le style. — Il n'en a pas été autrement de mon premier contact avec Horace. Jusqu'à présent aucun poète ne m'a procuré le même ravissement artistique que celui que j'ai éprouvé dès l'abord à la lecture d'une ode d'Horace. Dans certaines langues il n'est même pas possible de vouloir ce qui est réalisé ici. Cette mosaïque des mots, où chaque mot par son timbre, sa place dans la phrase, l’idée qu’il exprime, fait rayonner sa force à droite, à gauche et sur l'ensemble, ce minimum dans la somme et le nombre des signes et ce maximum que l'on atteint ainsi dans l'énergie des signes — tout cela est romain, et, si l'on veut m'en croire, noble par excellence*. Tout le reste de la poésie devient, à côté de cela, quelque chose de populaire, — un simple bavardage de sentiments... »

— Friedrich Nietzsche, Le Crépuscule des idoles ou comment philosopher à coups de marteau, chapitre « Ce que je dois aux anciens » 1888.
Mais là où Horace se surpasse, là où il mérite le mieux le « laurier delphique » (Odes, III, 30), c'est dans la maîtrise du contenu. En apparence, rien de plus hétéroclite que les Odes, où semblent interférer de manière aléatoire la sphère privée et la sphère publique, les amours et la politique, le monde grec et le monde latin, la mythologie et l'actualité la plus brûlante, l'épicurisme poussé jusqu’au sybaritisme, et un stoïcisme aiguisé jusqu’à l'ascétisme et à un renoncement presque monacal avant la lettre.

### Chant séculaire
À l'occasion des jeux séculaires de 17 av. J.-C., Auguste commande à Horace un poème qu'un chœur mixte d'enfants récite à la fin des cérémonies. Horace compose alors un hymne de 76 vers, adressé principalement à Apollon et Diane. Le poète y appelle les dieux à assurer la prospérité et la fécondité de Rome. Il célèbre l'avènement d'Auguste, qu'il inscrit dans la continuité d'Énée et de Romulus, et qui ouvre une ère de vertu et de félicité.

### Épîtres

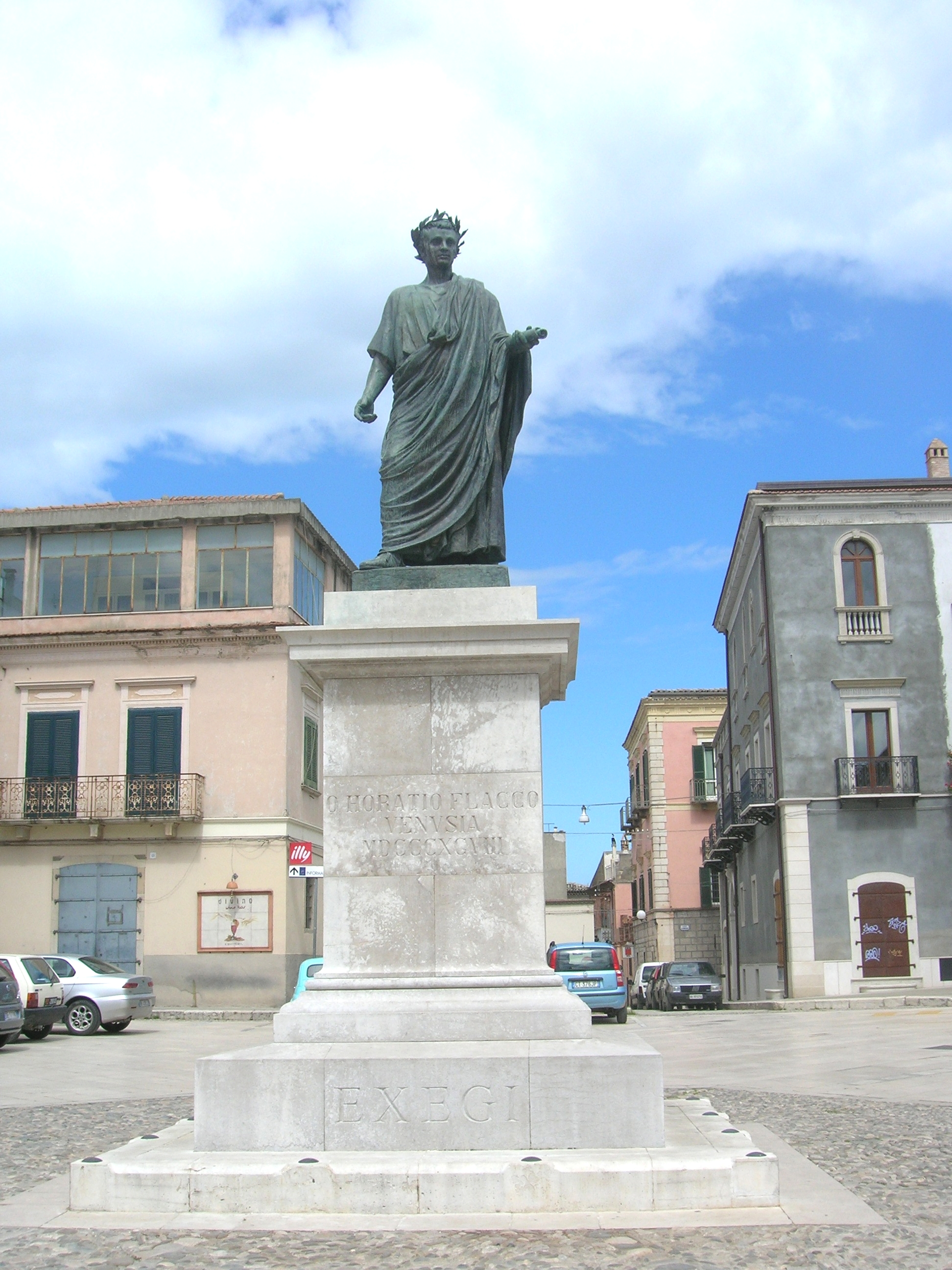
La statue d'Horace (Venosa).

Les Épîtres (Epistulae) furent publiées en 19 ou 18 av. J.-C., plutôt qu'en 20, date traditionnellement admise, et probablement après 13 av. J.-C. pour le second recueil.
Le premier recueil compte 20 pièces (soit 1 006 vers, dont sept probablement apocryphes dans la première pièce), le second 2 seulement, mais très longues (270 et 216 vers). S'y ajoute l'Épître aux Pisons, plus connue sous le nom d'Art poétique (476 vers).
Elles sont écrites en hexamètres, comme les Satires, et, comme elles, ce sont des « causeries » d'allure assez libre. Mais les Epîtres étant des lettres fictives, elles s'adressent à des personnes bien précises, et le ton y est moins vif, le style plus détendu.
La première épître du second recueil s'adresse ainsi directement à Auguste : ou comment tirer la queue du lion sans se faire mordre. Florus est le destinataire de la seconde, où Horace a déposé comme son testament spirituel et la quintessence de sa sagesse.

## Convictions

### Religion
Horace se considérait sous la protection de Mercure : c'est lui qui le fait disparaître du champ de bataille de Philippes à la manière d'un héros homérique.

### Philosophie
Horace proclame dans son œuvre son indépendance vis-à-vis des écoles philosophiques : « aucune astreinte ne m'a contraint de jurer sur les paroles d'un maître ». Horace est néanmoins considéré comme un philosophe épicurien et on lui doit la fameuse maxime Carpe diem.

### Horace et la politique augustéenne
S'il se trouve du « mauvais côté », celui des Républicains de Brutus, à la bataille de Philippes (42 av. J.-C.), Horace, en faisant son entrée dans le cercle de Mécène (entre 40 et 38 av. J.-C.), rejoint le camp bientôt vainqueur d'Auguste. Tout au long de sa carrière, il donne à l'empereur une place de plus en plus importante dans ses œuvres. Le premier recueil publié, le premier livre des Satires, l'ignore presque totalement. Dans les plus anciennes des Épodes (VII et XVI), Horace déplore les guerres civiles qui ravagent perpétuellement Rome et accuse le « courroux du destin qui poursuit » les Romains ; sans prendre parti, il évite ainsi de mentionner les responsables de ces malheurs. Quant aux plus récents poèmes de ce recueil, adressés à Mécène, Horace y célèbre la victoire d'Actium, mais ne mentionne le futur empereur que de manière oblique.
Il faut attendre le second livre des Satires pour qu'Horace consacre un poème à Auguste ; dans la première pièce, il évoque les dangers que court le poète à investir le champ politique, mais achève en consacrant l'empereur comme juge « juste et fort » de sa production. Les trois premiers livres des Odes rassemblent des poèmes à caractère essentiellement privé, mais la politique « s'introduit de l'extérieur dans l'espace lyrique calme et retiré d'Horace ». Auguste est, comme dans les Épodes, d'abord un homme d'action : vainqueur de Cléopâtre, il poursuit la conquête de l'Hispanie. Mais Horace lui confère aussi peu à peu une stature d'homme d'État, « père de cités » et hôte des dieux.
La proximité des deux hommes se manifeste à l'occasion des Jeux séculaires de 17 av. J.-C. : Auguste commande le Chant séculaire à Horace, qui embrasse alors la fonction de poète officiel. Il y célèbre la nouvelle législation sur le mariage et la paix augustéenne. Le quatrième livre des Odes, qui paraît en 13 av. J.-C., multiplie les références à Auguste, destinataire de plusieurs poèmes. L'éloge est sans réserve : « je chanterai, heureux, le retour de César ». Le dernier témoignage de la relation entre les deux hommes apparaît dans la première épître du second livre, qui discute de la place du poète dans la société : Horace y loue un empereur protecteur des arts, fondateur de la Bibliothèque palatine et soutien de Virgile. Pourtant, il décline l'invitation à écrire la geste d'Auguste et proclame ainsi son indépendance.

## Le travail du poète

### Modèles et goûts
Il semble qu'on puisse rattacher Horace au groupe des poètes nouveaux dont Catulle, qu'admire Mécène, est le plus grand représentant ; la question est disputée, et Horace a toujours marqué son indépendance vis-à-vis des écoles et des cercles. Plusieurs points communs avec cet alexandrinisme romain sont cependant à noter : le goût des œuvres courtes et ciselées, longuement travaillées, destinées à un public choisi. Cette caractéristique rattache Horace à l'atticisme et l'oppose à l'asianisme du vieux Varron ou de Cicéron.

### Représentation du poète
La première personne est primordiale dans l'œuvre d'Horace ; tous les genres qu'il a choisis laissent la place de choix au « je » poétique : l'iambe est le genre de l'invective personnelle ; la satire se nourrit d'éléments autobiographiques ; la lettre met en scène son auteur. Le poète nous fournit quelques indications sur son physique : petit, gros, ses cheveux ont blanchi prématurément. Il se dit également irascible et coureur, ayant eu des relations avec « mille jeunes filles et mille jeunes hommes ».
Horace est un personnage religieux. Dès son enfance, il est protégé des dieux : alors qu'il s'était endormi dans la forêt, des oiseaux sont venus le couvrir de feuilles pour le soustraire aux « vipères et aux ours sinistres ». Plusieurs anecdotes relatent les miracles auxquels il doit la vie : un loup rencontré dans la forêt, un arbre qui est tombé juste à côté de lui, la bataille de Philippes et la tempête du cap Palinure en route vers la bataille de Nauloque.
Dès ses premières œuvres, Horace se peint avec autodérision : paresseux et malade en voyage dans les Satires, peureux et impuissant dans les Épodes, l'autocélébration du poète n'est pas exempte de détails triviaux jusque dans les trois premiers livres des Odes. Cela n'empêche pas au poète de proclamer son immortalité : « J'ai achevé un monument plus durable que le bronze, plus haut que la décrépitude des royales Pyramides ».
À plusieurs reprises, Horace fait ses adieux à la poésie. Les trois premiers livres des Odes se concluent sur le « laurier delphique » qui couronne une carrière achevée, mais le premier poème du livre IV montre Vénus forçant le poète à chanter l'amour derechef. Les Épîtres sont à nouveau l'occasion de proclamer son renoncement à la poésie en faveur de la philosophie ; il n'est pas toujours facile de trancher si Horace renonce seulement à la poésie lyrique pour se consacrer au genre du sermo, ou bien s'il prétend avec humour renoncer aux vers tout en en écrivant. Cette affirmation est répétée jusque dans l’Art poétique : « J'enseignerai, sans rien écrire moi-même ».

### Qu'est-ce qu'un bon poète?
Dès les Satires, Horace fustige les mauvais poètes capables d'aligner deux cents vers en une matinée, prêts à tout pour trouver un libraire et plaire à la plèbe. Lui « lime » ses vers, les travaille longuement, et produit peu. Il n'écrit que pour ses amis et conseille au poète : « Ne te mets pas en peine d'être admiré par la foule, satisfait d'un petit nombre de lecteurs ».

## Postérité

### Dans l'Antiquité
L'œuvre d'Horace, et notamment les deux recueils des Odes et le premier livre des Épîtres, exerce une influence immédiate sur les poètes contemporains. À sa suite, plusieurs poètes se proclament « prêtre des Muses » ; le troisième livre des Élégies de Properce, qui paraît un ou deux ans après les trois premiers livres des Odes, témoigne, tout comme les Métamorphoses d'Ovide, de la revendication à l'immortalité du poète déjà avancée par Horace.
Quintilien analyse l'influence d'Horace selon les genres. Si les Épodes paraissent être le dernier ouvrage du genre, il est évident qu'Horace a participé du renouveau de la satire et de la célébrité de son créateur Lucilius : son influence sur Perse est déterminante et Juvénal le mentionne plusieurs fois.
Les Odes, quant à elles, forment un ensemble lyrique tel qu'aucun auteur latin antique postérieur n'en compose ; pourtant, elles restent l'œuvre la plus célèbre et la plus commentée du poète. Leur réception est sans doute mitigée, mais leur qualité suggère à Auguste de commander à leur auteur le Chant séculaire, faisant ainsi d'Horace le premier poète lyrique de Rome. La virtuosité et la variété métrique du recueil sont célébrées et imitées par Stace et Sénèque. Au IVe siècle, Horace inspire Prudence, qui réinterprète les thèmes horatiens dans un sens chrétien, et est le principal modèle des parties versifiées de la Consolation de la philosophie de Boèce (vers 524).
Horace devient aussi rapidement l'objet d'études. Sa virtuosité métrique occupe une part importante du traité de versification De metris de Césius Bassus (milieu du Ier siècle). Les commentaires de l'œuvre, dont celui de Porphyrion (IIe ou IIIe siècle) et un recueil d'études variées attribué par un manuscrit à Helenius Acro, appelé aujourd'hui Pseudo-Acron, régulièrement copiés, et souvent avec les poèmes eux-mêmes, témoignent d'une activité académique importante et continue consacrée au poète

### Au Moyen Âge: l’aetas Horatiana
Le christianisme se méfie des poètes païens dont la moralité est bien loin de ce qu'enseigne la théologie ; saint Jérôme met en garde le chrétien : « Quel rapport peut-il y avoir entre la lumière et les ténèbres, entre Jésus-Christ et Bélial ? comment allier Horace avec les Psaumes [...] ? ». Pourtant, Horace reste l'un des poètes romains les plus lus au Moyen Âge. Il est encore présent et parfois cité au début du Moyen Âge, chez Dracontius et Avit de Vienne par exemple. Comme tous les auteurs classiques, il est un peu oublié à partir du milieu du VIe siècle. Au VIIIe siècle, il est encore connu, mais indirectement, par Alcuin, qui lui emprunte son cognomen, Flaccus, et Paul Diacre. Il semble que la redécouverte d'Horace ait lieu au milieu du IXe siècle : on connaît six manuscrits de ce siècle, ainsi que deux du commentaire de Porphyrion. Le poète est à nouveau cité, par exemple par Heiric d'Auxerre, ce qui montre une connaissance directe de l'œuvre.
On dénombre environ 850 manuscrits d'Horace pour l'ensemble du Moyen Âge, dont près de la moitié pour le seul XVe siècle, répartis à peu près équitablement entre les quatre recueils des Odes, des Épîtres, de l’Art poétique et des Satires. Pour le XIe siècle, les manuscrits des Odes sont plus nombreux que ceux de l’Énéide (50 contre 46). C'est effectivement aux Xe et XIe siècles que Ludwig Traube place l'aetas Horatiana (« ère horatienne »), période qui célèbre Horace comme le premier poète latin, après l’aetas Vergiliana des VIIIe et IXe siècles et avant l’aetas Ovidiana des XIIe et XIIIe siècles. La strophe sapphique est imitée dès le IXe siècle par Walafrid Strabon, Sedulius et Notker le Bègue, puis par Alfan de Salerne (mort en 1085), qui actualise l'idéal horatien de pauvreté dans un sens chrétien. C'est la diversité des mètres (uarietas) qui impressionne le plus les lecteurs du Moyen Âge et nourrit les gloses qui accompagnent fréquemment les manuscrits ; Metellus de Tegernsee compose un recueil de poèmes vers 1170 où il réutilise l'un après l'autre tous les mètres du poète latin.
L'intérêt pour Horace semble s'essouffler au XIIIe siècle, jusqu'à ce que Pétrarque lui emprunte de nombreuses citations et lui adresse une lettre, le qualifiant de « roi de la poésie lyrique » et vantant la variété de son inspiration et la diversité de ses styles. Cet hommage à la grâce inimitable du poète latin est repris par Ange Politien puis Petrus Crinitus et Salmon Macrin.
L'étude du poète fait partie du cursus scolaire certainement dès le IXe siècle et Gerbert d'Aurillac, le futur pape Sylvestre II, enseigne les Satires à Reims peu avant l'an 1000.
Une cinquantaine de manuscrits sont complétés par une notation musicale en neumes servant vraisemblablement à aider la mémorisation des mètres horatiens. L'hymne à Jean le Baptiste de Paul Diacre « Vt queant laxis », à l'origine du nom des notes de musique, est écrite en strophe sapphique, imitée d'Horace.

### Pendant la Renaissance
L’importance du poète aux yeux des humanistes de la Renaissance est significative ; son Art poétique est particulièrement lu et commenté. L'édition princeps d'Horace paraît vers 1470.

### AuXIXesiècle
Horace a la faveur du siècle. Il est l'auteur latin le plus traduit, devant Virgile. La traduction de Pierre Daru (1797) lance une sorte de concours informel de traductions en vers et doit à son auteur son élection à l'Académie française. Cette suite de traductions marque une évolution vers des versions moins élégantes mais plus fidèles au texte. Les poètes (Théophile Gautier, Victor Hugo, Leconte de Lisle et Alfred de Musset), tous formés à Horace, traduisent aussi le poète latin. La principale voix discordante dans ce concert d'éloges est Alphonse de Lamartine qui reproche au poète son indifférence aux souffrances du peuple.
L'engouement pour le poète apparaît même dans la fiction : Julien Sorel (Le Rouge et le Noir) est capable de réciter les Odes en entier ; un bandit de Colomba demande en récompense au lieutenant Orso un volume du poète latin.

Le premier poème connu d'Arthur Rimbaud, Ver erat, rédigé en vers latins lors d’une composition scolaire le 6 novembre 1868, est une amplification de quelques vers issus des Odes d’Horace (III, 4) :
Me fabulosae, Vulture in Apulo,
Altricis extra limen Pulliae,
Ludo fatigamque somno
Fronde novâ puerum palumbes
Texere. . . . . . . . . . . . . . .
. . . . . . . .Ut premerer sacra
Lauroque, collataque myrto,

Non sine Dis. . . . . . . . . . . . .
— Horace, Odes, III, 4

### Horace, personnage littéraire
- Mémoires d'Horace. Écrits par lui-même, d'Alexandre Dumas

### Citations célèbres
De nombreuses citations d'Horace sont devenues célèbres et il semble que leur pouvoir d'évocation participe de la renommée du poète, et ce dès l'Antiquité.
- « Carpe diem » (« Cueille le jour », Odes I, 11, 8)
- « Dulce et decorum est pro patria mori. » (« Il est doux et glorieux de mourir pour sa patrie. », Odes, III, 2, 13)
- « In medias res » (« Au milieu des choses », Art poétique, 148) : procédé littéraire qui place le lecteur dès le début de l'ouvrage en pleine action
- « Nunc est bibendum » (« Maintenant il faut boire », Odes I, 37, 1)
- « Odi profanum vulgus, et arceo » (« je hais la foule profane et je m'en écarte. »[87]
- « Sapere aude ! » (« Ose savoir ! », Épîtres I, 2, 40)
- « Bis repetita placent ! » (« Les choses qu'on répète plaisent ! »)